# Ze6
Ze6 est un groupe de punk rock français. Il est formé en 1990, dans la lignée de plusieurs formations qui se sont succédé, et composé de Christian « Kick » Lissarrague (Strychnine) et Loran Béru (Bérurier Noir). Séparé en 1991, ze6 est l'un des projets les plus méconnus de Béru.

## Biographie
Après la dissolution du groupe Strychnine en 1982, Christian « Kick » Lissarrague commence une carrière solo avec Jean Garat venu de STO (groupe éphémère fondé en 1980 et dissout quatre ans plus tard) à la batterie et Christophe Campo à la basse. En 1985, Christophe et Jean quittent le groupe, Kick qui avait été rejoint à la guitare par Luc Robène, transfuge de Noir Désir, à la basse par Christian Bacelli et à la batterie par Jean-Claude Bourchenin, monte Kick 'n' ze six (parfois orthographié : Kick 'n' ze 6) et enregistre plusieurs titres dont le stoogien Autoroute de l'amour (album Le sens de la pente). Le groupe, rejoint plus tard par un second guitariste, Patrick Mirandola, élimine bientôt la basse et la batterie, utilisant un magnétophone Revox sur scène. Kick 'n' ze six tourne ainsi jusqu'en 1988, avant que Kick ne reparte seul sur les routes pour un spectacle d'homme-orchestre avec guitare et boîte à rythmes. Parenthèse en 1988, Kick travaille avec Parabellum pour leur Album blanc. Il poursuit sur scène la formule guitare/chant et boîte à rythmes.
En 1990, il est rejoint par Loran Béru, de Bérurier Noir, à la deuxième guitare. Le groupe Ze6 est né : Kick et Loran tous deux à la guitare et au chant. Niveau musical le groupe se rapproche assez du style de Bérurier Noir tout en ayant une rage punk hardcore, développée plus tard par Loran dans Tromatism. Ils jouent pendant l'année et enregistrent un album qui ne sera jamais publié. Ils se dissolvent en 1991 au Barbey à Bordeaux après un ultime concert. Le seul témoignage audio du groupe est une K7 live pirate avec le groupe Molodoï de François, chanteur de Bérurier Noir : Split Molodoï/Ze6, sur laquelle se trouve le morceau Nomades qui figure plus tard sur Dañs an Diaoul, le premier album des Ramoneurs de menhirs et sur Tous les cris, le troisième album de Strychnine. Une vidéo est aussi disponible sur Internet.
En 2011, Kick reprend sa carrière en solo avec guitare et boite à rythme et enregistre l'album Forcené, disponible sur le label Julie Production de Montpellier.

## Membres
- Jean Garat - batterie
- Jean-Claude Bourchenin - batterie
- Christophe Campo - basse
- Christian Bacelli - basse
- Luc Robène - guitare
- Patrick Mirandola - guitare
- Loran Béru - guitare, chant
- Christian Lissarague - guitare, chant

## Productions
- K7 : Ze6 /Molodoi /live k7
- Compilation ouff 91 printemps de Bourges 1991
- LP : Le sens de la pente (inédits de Kick 'n' ze six, Strychnine, Kick, Ze6) 2013